# Geophis pyburni
Geophis pyburni este o specie de șerpi din genul Geophis, familia Colubridae, descrisă de Campbell și Murphy 1977. Conform Catalogue of Life specia Geophis pyburni nu are subspecii cunoscute.